# Nora Cano
Nora Anaís Cano Luna (Ciudad de México; 10 de septiembre de 1994) es una actriz y cantante mexicana.

## Carrera
Nora Cano participó entre 2002 y 2003 a la edad de 8 años en el programa musical infantil Código F.A.M.A en su Primera edición de Televisa Niños encaminado a la búsqueda del talento principalmente en el canto, quedando seleccionada dentro de 40 niños y niñas. Interpretando "Mi gran noche" del cantante español Raphael (con esta canción logró conquistar al público).
Después tuvo su primera oportunidad como actriz en la telenovela infantil de 2003 Alegrijes y Rebujos en el papel de Nayeli.
Un año después en 2004 tuvo una participación especial en la telenovela infantil Misión S.O.S. interpretando a la "Lechugona" una chaneque.
En su faceta de cantante también ha participado en diversos proyectos musicales, dentro del concurso Código F.A.M.A. grabó CD con sus participaciones, después debido al éxito de la telenovela Alegrijes y Rebujos se grabáron 2 discos llamados "Disco Alegrije" y "Disco Rebujo" además de hacer un promo de los discos rebujo navideño y alegrije navideño en donde grabaron 4 villancicos  así como conciertos en los escenarios más importantes de México como el Estadio Azteca, el Auditorio Nacional y el mismo Zócalo de la Capital ante 140.000 asistentes, también participaron en Teletón México de 2003 y fueron los afortunados de grabar el tema "Lo hacemos todos".

### Televisión
- Código F.A.M.A (2002-2003) - Ella misma (Participante)
- Alegrijes y rebujos (2003-2004) - Nayeli Sánchez
- Misión S.O.S. (2004-2005) - La Lechugona

### Discografía
- Código Fama (2003)
- Disco Alegrije (2003)
- Disco Rebujo  (2003)
- Navidad Alegrije (2003)
- Navidad Rebujo (2003)
- Alegrijes y Rebujos en concierto DVD (2004)